# Georgie Twigg
Georgina Sophie (Georgie) Twigg (Lincoln, 21 november 1990) is een Engelse hockeyspeelster. In 2015 won Twigg met de Engelse ploeg de Europese titel.
Twigg won 2016 met de Britse hockeyploeg de gouden olympische medaille, door in de finale Nederland te verslaan na het nemen van shoot-outs.

## Erelijst

### Groot-Brittannië
- 2012 –  Olympische Spelen in Londen
- 2016 –  Olympische Spelen in Rio de Janeiro

### Engeland
- 2014 - 11de WK in Den Haag
- 2015 -  EK in Londen